# Fußballnationalmannschaft von Trinidad und Tobago
Die Fußballnationalmannschaft von Trinidad und Tobago ist die Auswahlmannschaft des karibischen Inselstaates Trinidad und Tobago. Der Spitzname Soca Warriors (Soca-Krieger) bezieht sich auf das im Land beliebte Musikgenre Soca.
Der größte Erfolg der Nationalmannschaft war die Qualifikation für die Fußball-Weltmeisterschaft 2006 in Deutschland.

## Geschichte
Bislang qualifizierte sich die Nationalmannschaft des Inselstaates einmal für eine Weltmeisterschaft, nämlich für das Turnier 2006 in Deutschland.
Die Teilnahmen am CONCACAF Gold Cup waren bisher wenig erfolgreich. Beim CONCACAF Gold Cup 2005 scheiterte die Mannschaft mit zwei Punkten schon in der Vorrunde. Gegen Honduras (1:1) und Panama (2:2) spielte die Mannschaft des Inselstaates unentschieden. Der größte Erfolg war der dritte Platz beim Goldcup 2000. Damals gab es noch kein Spiel um Platz 3, Trinidad und Tobago und Peru teilten sich so den dritten Rang.
Dwight Yorke und Stern John sind die erfolgreichsten Spieler der Mannschaft.

### Fußball-Weltmeisterschaft 2006
In der CONCACAF-Qualifikation erreichte Trinidad und Tobago im letzten Spiel einen knappen 2:1-Sieg gegen den schon qualifizierten Favoriten aus Mexiko. Die Mannschaft kam in diesem entscheidenden Spiel nach einem verschossenen Elfmeter und einem 0:1-Rückstand wieder zurück. In den folgenden Play-offs traf das Team auf den asiatischen Vertreter Bahrain, der sich aufgrund der höheren Anzahl an Auswärtstoren mit zwei Unentschieden gegen Usbekistan durchgesetzt hatte. Das Hinspiel wurde am 12. November 2005 in Trinidad und Tobago, das Rückspiel am 16. November in Bahrain ausgetragen. Als Gesamtgewinner der beiden Partien konnte sich Trinidad und Tobago zum ersten Mal für die Weltmeisterschaft 2006 qualifizieren. Trinidad und Tobago war damit das kleinste Land (nach Einwohnerzahl), das sich je für eine Fußball-WM qualifiziert hat, bis zur Qualifikation von Island zur Fußball-Weltmeisterschaft 2018.
Die Kreisstadt Rotenburg (Wümme) in Niedersachsen war der Aufenthalts- und Trainingsort für die Mannschaft während der WM in Deutschland. In der Vorbereitungsphase vor der WM logierte das Team in Bad Radkersburg in der südlichen Steiermark.
Im ersten WM-Spiel gegen Schweden gelang den „Soca Warriors“ ein überraschendes 0:0, obwohl der Außenseiter nach dem Platzverweis von Avery John ab der 46. Minute nur zu zehnt spielte. In den nächsten beiden Spielen verloren sie gegen England und Paraguay jeweils mit 0:2 und schieden somit bereits nach der Vorrunde als einzige Mannschaft ohne Torerfolg aus.

### Qualifikation Fußball-Weltmeisterschaft 2010
Im Rahmen der Qualifikation zur Fußball-Weltmeisterschaft 2010 in Südafrika traf die Mannschaft in der zweiten Runde der CONCACAF-Zone auf die Nationalmannschaft von Bermuda. Das Hinspiel ging am 14. Juni zuhause mit 1:2 verloren, das Rückspiel wurde jedoch mit 2:0 gewonnen, den entscheidenden Treffer erzielte Stern John. In der dritten Runde traf Trinidad und Tobago auf die Vereinigten Staaten, Guatemala und Kuba. In dieser Gruppe belegten die „Soca Warriors“ den 2. Platz und nahmen daraufhin an der finalen Gruppenphase für die Qualifikation zur WM 2010 teil. Dort belegten sie den letzten Platz und konnten sich nicht für die WM qualifizieren.

### Qualifikation Fußball-Weltmeisterschaft 2014
Bei der Qualifikation zur Fußball-Weltmeisterschaft 2014 schied die Mannschaft bereits in der 2. Runde als Gruppenzweiter aus. Auch der 2:1-Erfolg gegen den Gruppenersten Guyana im letzten Gruppenspiel reichte nicht zur Qualifikation der nächsten Runde, da Trinidad und Tobago rechnerisch bereits ausgeschieden war.

## Turniere

### Weltmeisterschaft
Trinidad und Tobago nahm seit dem FIFA-Beitritt 1964 15-mal an der Qualifikation für eine WM teil, konnte sich bisher aber erst ein Mal qualifizieren. In der ewigen Tabelle der WM-Endrundenteilnehmer belegt Trinidad und Tobago den 68. Platz.
| Jahr | Gastgeberland  | Teilnahme bis …    | Letzte(r) Gegner            | Ergebnis | Trainer        | Bemerkungen und Besonderheiten |
| ---- | -------------- | ------------------ | --------------------------- | -------- | -------------- | --- |
| 1930 | Uruguay        | nicht teilgenommen |                             |          |                | Kein selbständiger Staat |
| 1934 | Italien        | nicht teilgenommen |                             |          |                | Kein selbständiger Staat |
| 1938 | Frankreich     | nicht teilgenommen |                             |          |                | Kein selbständiger Staat |
| 1950 | Brasilien      | nicht teilgenommen |                             |          |                | Kein selbständiger Staat |
| 1954 | Schweiz        | nicht teilgenommen |                             |          |                | Kein selbständiger Staat |
| 1958 | Schweden       | nicht teilgenommen |                             |          |                | Kein selbständiger Staat |
| 1962 | Chile          | nicht teilgenommen |                             |          |                | Kein FIFA-Mitglied |
| 1966 | England        | nicht qualifiziert |                             |          |                | In der Qualifikation in der Vorrunde an Costa Rica gescheitert, das sich ebenfalls nicht qualifizieren konnte. |
| 1970 | Mexiko         | nicht qualifiziert |                             |          |                | In der Qualifikation in der Gruppenphase an Haiti gescheitert, das sich ebenfalls nicht qualifizieren konnte. |
| 1974 | Deutschland    | nicht qualifiziert |                             |          |                | In der Qualifikation in der 2. Runde wieder an Haiti gescheitert. |
| 1978 | Argentinien    | nicht qualifiziert |                             |          |                | In der Qualifikation in der 2. Runde der Karibikzone nach Entscheidungsspiel an Suriname gescheitert, das sich ebenfalls nicht qualifizieren konnte. |
| 1982 | Spanien        | nicht qualifiziert |                             |          |                | In der Qualifikation in der Karibik-Gruppe B wieder an Haiti gescheitert, das sich ebenfalls nicht qualifizieren konnte. |
| 1986 | Mexiko         | nicht qualifiziert |                             |          |                | In der Qualifikation in der 2. Runde an Costa Rica gescheitert, das sich ebenfalls nicht qualifizieren konnte. |
| 1990 | Italien        | nicht qualifiziert |                             |          |                | In der Qualifikation in der Endrunde wieder an Costa Rica und den USA gescheitert. |
| 1994 | USA            | nicht qualifiziert |                             |          |                | In der Qualifikation in der 1. Runde der Gruppe „Karibik 2“ an Jamaika gescheitert, das sich ebenfalls nicht qualifizieren konnte. |
| 1998 | Frankreich     | nicht qualifiziert |                             |          |                | In der Qualifikation in der Halbfinalrunde wieder an Costa Rica, das sich ebenfalls nicht qualifizieren konnte, und den USA gescheitert. |
| 2002 | Südkorea/Japan | nicht qualifiziert |                             |          |                | In der Qualifikation in der CONCACAF Finalrunde als Gruppenletzter gescheitert. |
| 2006 | Deutschland    | Vorrunde           | Schweden, England, Paraguay | 27.      | Leo Beenhakker | Nach einem Remis (gegen Schweden) und zwei Niederlagen als Gruppenletzter ausgeschieden. |
| 2010 | Südafrika      | nicht qualifiziert |                             |          |                | In der Qualifikation in der 4. Runde als Gruppenletzter gescheitert. |
| 2014 | Brasilien      | nicht qualifiziert |                             |          |                | In der Qualifikation in der 2. Runde an Guyana gescheitert. |
| 2018 | Russland       | nicht qualifiziert |                             |          |                | In der Qualifikation in der 5. Runde als Gruppenletzter gescheitert. |
| 2022 | Katar          | nicht qualifiziert |                             |          |                | In der Qualifikation traf die Mannschaft in der ersten Runde auf die Bahamas, Guyana, Puerto Rico und St. Kitts und Nevis. Nach einem Sieg und zwei Remis hatte die Mannschaft schon vor dem letzten Spiel gegen Gruppensieger St. Kitts und Nevis, das gewonnen wurde, keine Chance mehr sich für die zweite Runde zu qualifizieren. |

### CONCACAF Meisterschaft

#### CONCACAF-Nations-Cup
Ab 1973 diente das Turnier auch als WM-Qualifikation.
- 1963 und 1965 – nicht teilgenommen
- 1967 – 4. Platz
- 1969 – 5. Platz
- 1971 – 5. Platz
- 1973 – 2. Platz
- 1977 – nicht qualifiziert
- 1981 – nicht qualifiziert
- 1985 – nicht qualifiziert
- 1989 – 3. Platz

#### CONCACAF Gold Cup
- 1991 – Vorrunde
- 1993 – nicht qualifiziert
- 1996 – Vorrunde
- 1998 – Vorrunde
- 2000 – Halbfinale
- 2002 – Vorrunde
- 2003 – nicht qualifiziert
- 2005 – Vorrunde
- 2007 – Vorrunde
- 2009 – nicht qualifiziert
- 2011 – nicht qualifiziert
- 2013 – Viertelfinale
- 2015 – Viertelfinale
- 2017 – nicht qualifiziert
- 2019 – Vorrunde
- 2021 – Vorrunde
- 2023 – Vorrunde
- 2025 – Vorrunde

### Karibikmeisterschaft
- 1989 – Karibikmeister
- 1990 – 2. Platz
- 1991 – 2. Platz
- 1992 – Karibikmeister
- 1993 – 3. Platz
- 1994 – Karibikmeister
- 1995 – Karibikmeister
- 1996 – Karibikmeister
- 1997 – Karibikmeister
- 1998 – 2. Platz
- 1999 – Karibikmeister
- 2001 – Karibikmeister
- 2005 – 3. Platz
- 2007 – 2. Platz
- 2008 – 2. Platz
- 2010 – 2. Platz
- 2012 – 2. Platz
- 2014 – 2. Platz
- 2017 – 2. Platz

## Rekordspieler
(Stand: 14. Oktober 2024)
| Rekordspieler               | Rekordspieler        | Rekordspieler      | Rekordspieler | Rekordspieler |
| Spiele                      | Spieler              | Position           | Zeitraum      | Tore          |
| --------------------------- | -------------------- | ------------------ | ------------- | ------------- |
| 118 (114)                   | Angus Eve            | Mittelfeld         | 1994–2005     | 34 (32)       |
| 115 (108)                   | Stern John           | Angriff            | 1995–2011     | 70 (65)       |
| 104 (97)                    | Marvin Andrews       | Abwehr             | 1996–2009     | 10            |
| 99 (95)                     | Densill Theobald     | Mittelfeld         | 2002–2013     | 2             |
| 97                          | Carlos Edwards       | Mittelfeld         | 1999–2017     | 4             |
| 94 (88)                     | Khaleem Hyland       | Mittelfeld         | 2008–         | 4             |
| 94 (86)                     | Marvin Phillip       | Tor                | 2007-         | 0             |
| 91 (82)                     | Daniel Cyrus         | Abwehr             | 2010–2019     | 0             |
| 91 (83)                     | Joevin Jones         | Abwehr             | 2010-         | 14 (12)       |
| 91 (89)                     | Kenwyne Jones        | Angriff            | 2003–2017     | 23            |
| 89 (87)                     | Dennis Lawrence      | Abwehr             | 2000–2009     | 5 (4)         |
| 86 1 (80)                   | Aubrey David         | Abwehr             | 2012–         | 1             |
| 81 (78)                     | Jan-Michael Williams | Tor                | 2003–2017     | 0             |
| 79 (74)                     | Clayton Ince         | Tor                | 1997–2009     | 0             |
| 78 (77)                     | Russell Latapy       | Mittelfeld         | 1988–2009     | 29 (28)       |
| 74 (71)                     | Arnold Dwarika       | Mittelfeld         | 1993–2008     | 28 (26)       |
| 72 (70)                     | Keyeno Thomas        | Abwehr             | 1998–2009     | 2             |
| 72                          | Dwight Yorke         | Angriff/Mittelfeld | 1989–2009     | 19            |
| 1 Zudem 2 Spiele für Guyana |                      |                    |               |               |

1. ↑  Inkl. Spiele und Tore gegen Französisch-Guyana, Guadeloupe, Martinique, Saint Martin und Sint Maarten, die zwar Mitglied der CONCACAF aber nicht Mitglied der FIFA sind und daher von der FIFA nicht berücksichtigt werden. (Von der FIFA anerkannte Spiele und Tore in Klammern, wenn abweichend.)

## Trainer
| Nummer | Name                   | Nationalität        | Zeitraum    |
| ------ | ---------------------- | ------------------- | ----------- |
| 1      | Joffre Chambers        | Trinidad und Tobago | 1964        |
| 2      | Amerigo Brunner        |                     | 1965–1966   |
| 3      | Conrad Braithwaite     | Trinidad und Tobago | 1965–1967   |
| 4      | Michael Laing          |                     | 1968        |
| 5      | Trevor Smith           |                     | 1969        |
| 6      | Kevin Verity           | Großbritannien      | 1972–1973   |
| 7      | Rudi Gutendorf         | Deutschland         | 1976        |
| 8      | Edgar Vidale           |                     | 1976        |
| 9      | Alvin Corneal          |                     | 1980        |
| 10     | Kenneth Butcher        |                     | 1980        |
| 11     | Roderick Warner        |                     | 1984–1985   |
| 12     | Everald Cummings       | Trinidad und Tobago | 1988–1989   |
| 13     | Kenwyn Cooper          |                     | 1989        |
| 14     | Alvin Corneal          | Trinidad und Tobago | 1990        |
| 15     | Edgar Vidale           |                     | 1990 – 1991 |
| 16     | Muhammad Isa           |                     | 1992        |
| 17     | Clóvis de Oliviera     |                     | 1992        |
| 18     | Everald Cummings       | Trinidad und Tobago | 1993        |
| 19     | Kenny Joseph           |                     | 1994        |
| 20     | Zoran Vraneš           | Serbien             | 1994–1996   |
| 21     | Jochen Figge           | Deutschland         | 1996        |
| 22     | Kenny Joseph           |                     | 1996        |
| 23     | Sebastian de Araújo    |                     | 1996        |
| 24     | Edgar Vidale           |                     | 1997        |
| 25     | Bertille St. Clair     | Trinidad und Tobago | 1997–2000   |
| 26     | Ian Porterfield        | Schottland          | 2000–2001   |
| 27     | René Simões            | Brasilien           | 2001–2002   |
| 28     | Clayton Morris         |                     | 2002        |
| 29     | Hannibal Najjar        |                     | 2002–2003   |
| 30     | Zoran Vraneš           | Serbien             | 2003        |
| 31     | Stuart Charles-Fevrier | St. Lucia           | 2003        |
| 32     | Ron La Forest          |                     | 2004        |
| 33     | Bertille St. Clair     | Trinidad und Tobago | 2004–2005   |
| 34     | Leo Beenhakker         | Niederlande         | 2005–2006   |
| 35     | Wim Rijsbergen         | Niederlande         | 2006–2007   |
| 36     | Anton Corneal          |                     | 2008        |
| 37     | Francisco Maturana     | Kolumbien           | 2008–2009   |
| 38     | Russell Latapy         | Trinidad und Tobago | 2009–2011   |
| 39     | Otto Pfister           | Deutschland         | 2011–2012   |
| 40     | Hutson Charles         | Trinidad und Tobago | 2012–2013   |
| 41     | Jamaal Shabazz         | Trinidad und Tobago | 2012–2013   |
| 42     | Stephen Hart           | Trinidad und Tobago | 2013–2016   |
| 43     | Tom Saintfiet          | Belgien             | 2016–2017   |
| 44     | Dennis Lawrence        | Trinidad und Tobago | 2017–2019   |
| 45     | Terry Fenwick          | England             | 2020–2021   |
| 46     | Angus Eve              | Trinidad und Tobago | 2021–2024   |
| 47     | Derek King             | Trinidad and Tobago | 2024        |
| 48     | Dwight Yorke           | Trinidad and Tobago | 2024–       |

## Länderspiele gegen deutschsprachige Fußballnationalmannschaften
|    | Datum             | Ort  | Heimmannschaft | Resultat | Gastmannschaft      |
| -- | ----------------- | ---- | -------------- | -------- | ------------------- |
| 1. | 15. November 2006 | Wien | Österreich     | 4:1      | Trinidad und Tobago |

Gegen Deutschland, Liechtenstein und die Schweiz wurden bisher keine Begegnungen absolviert.